# 缅甸棱皮树蛙
缅甸棱皮树蛙（学名：Theloderma pyaukkya），一种分布于缅甸及中华人民共和国云南省西南部盈江县等地区的两栖动物，隶属于树蛙科棱皮树蛙属。

## 鉴别特征
缅甸棱皮树蛙体型小（吻肛长28.0－31.0毫米）；雄性具有双声囊；无犁骨齿；背部皮肤粗糙，分布有许多单个细小的、顶端白色的钙化突起；指间无蹼；无内、外掌突，有指关节下瘤，指尖具有大圆吸盘；指上具有小深棕色横纹，前臂上有单一条纹，腿部有不规则的深色和浅色条纹，脚趾上有深色条纹；趾尖具全蹼，内蹠突椭圆形，无外蹠突；趾尖吸盘较指尖的小。

## 保护
本种于2023年被收录入《有重要生态、科学、社会价值的陆生野生动物名录》。